# Havforskningsinstituttet

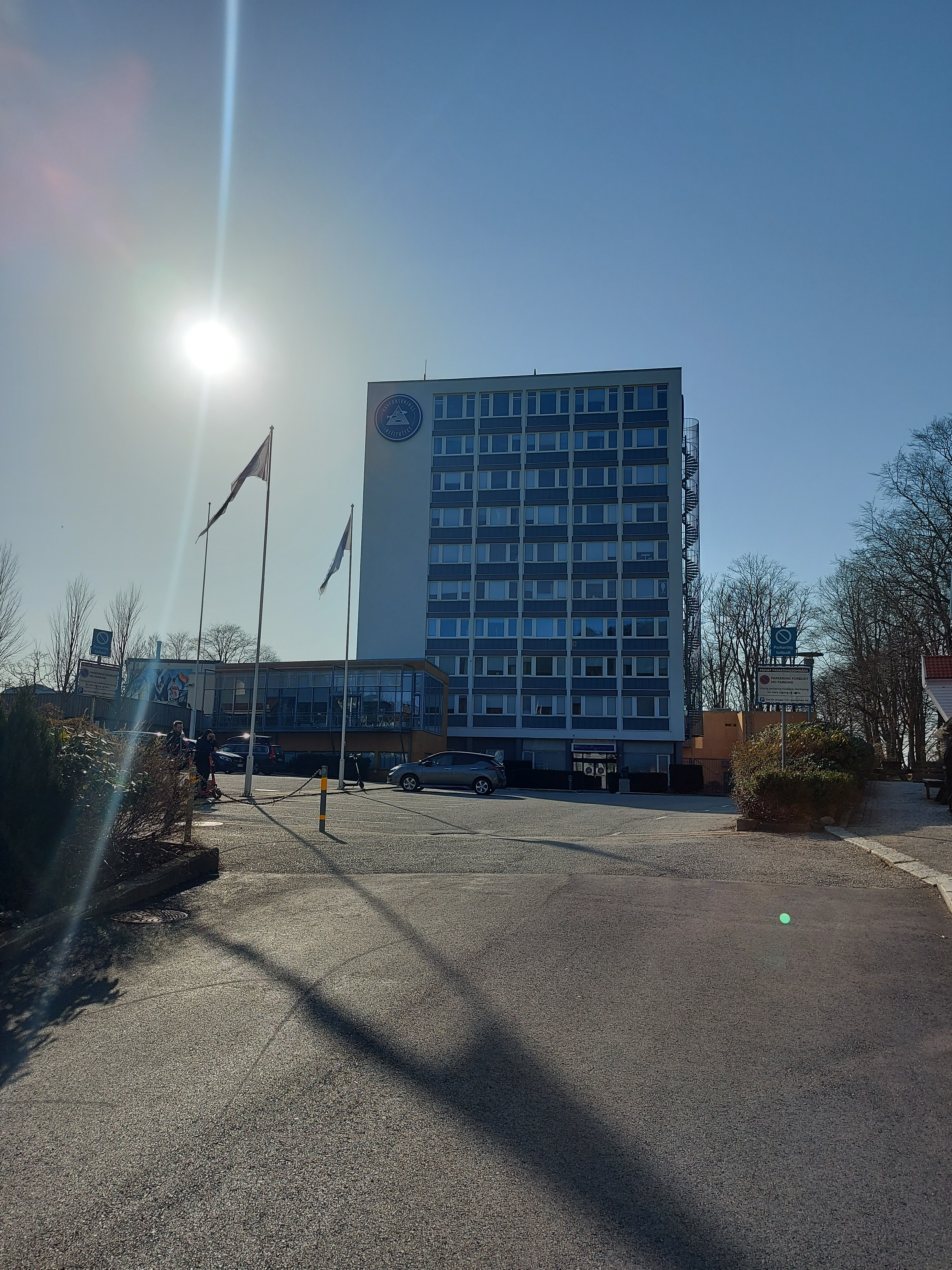
Havforskningsinstituttet i Bergen

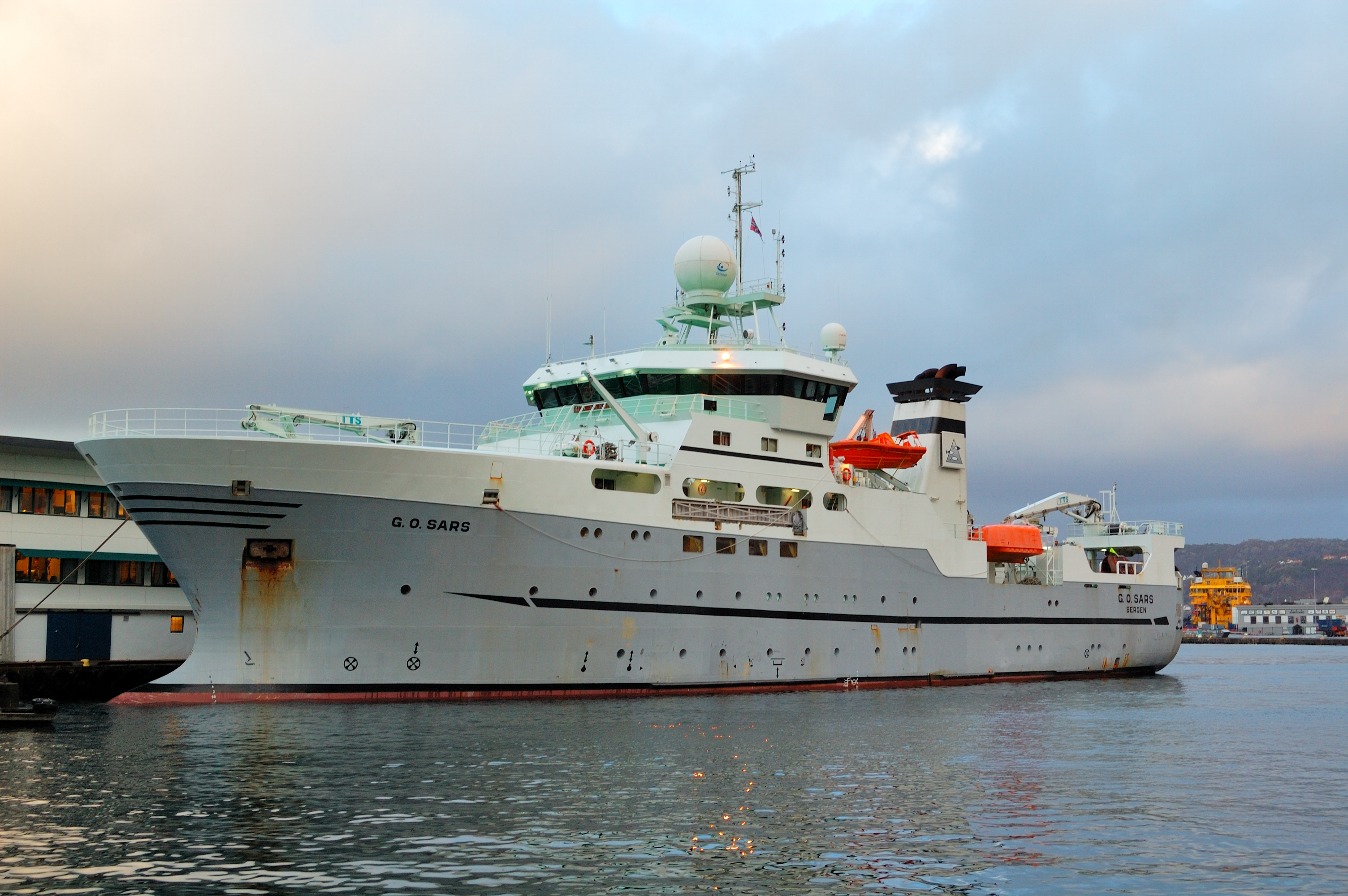
R/V G.O. Sars

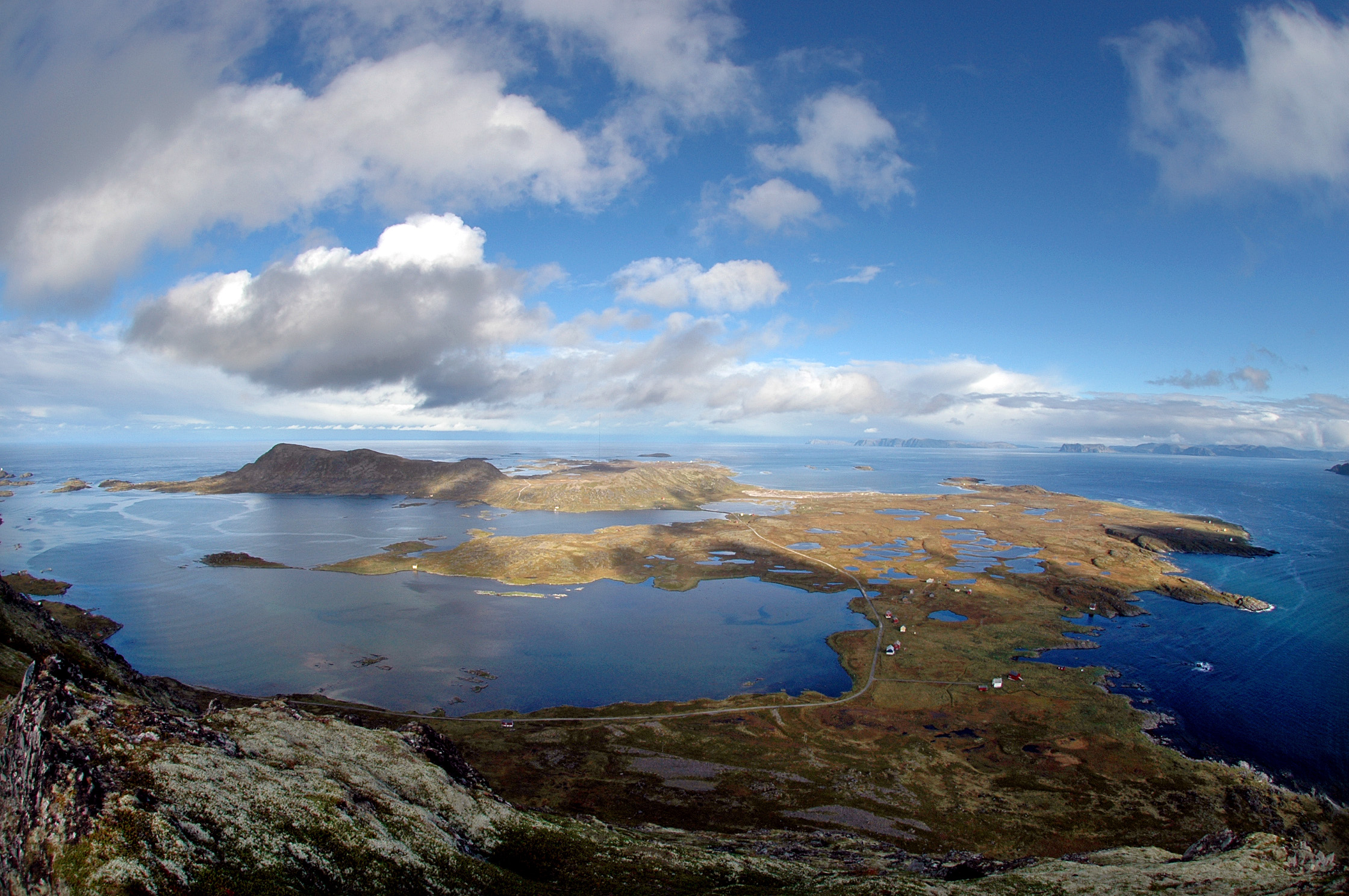
Ingøy hydrografiska station väster om Nordkap

Havforskningsinstituttet är ett norskt forskningsinstitut som arbetar med havsresurser och marin miljö. Det är Norges centrala oceanografiska institution och har verkat sedan år 1900. Det låg under Fiskeridirektoratet till 1989, varefter det har legat under Nærings- og fiskeridepartementet.
Havforskningsinstitutets huvudkontor ligger i Bergen. Forskningsstationen i Flødevigen inrättades 1882 och är en av landets äldsta marina forskningsstationer. Den har Skagerrak, Nordsjön och kustzonen som sitt arbetssområde och var också den första forskningsstationen som började med försök med fångst av fisk och skaldjur i Norge. Stationen i Matre inrättades 1971 och har forskning om lax som sin huvuduppgift. Forskningsstationen i Austevoll öppnade 1978 och arbetar huvudsakligen med marina växt- och djurarter. År 2003 grundade Havforskningsinstituttet en avdelning i Tromsø. Där ligger också Marbank, en nationell biobank med inriktning på bottenlevande makro- och mikroorganismer, bakterier och svampar. Efter en sammanslagning med Nasjonalt institutt for ernærings- og sjømatforskning 2018 har institutet närmare ett tusen anställda, inräknat besättningar på fartygen. Havforskningsinstituttet är därmed det näst största marina forskningsinstitutet i Europa.

## Forskningsfartyg
Havforskningsinstituttet bemannar och sköter de egna forskningsfartygen R/V Johan Hjort, R/V G.M. Dannevig, R/V G.O. Sars och R/V Kristine Bonnevie. Dessutom bemannar och driver  institutet det NORAD-ägda fartyget R/V Dr. Fridtjof Nansen, som arbetar längs Afrikas kust och i Indiska oceanen, polarfartyget R/V Kronprins Haakon som ägs av Norsk Polarinstitutt och R/V Hans Brattström, som ägs av Universitetet i Bergen.

## Fasta stationer
Havforskningsinstituttet har tre biologiska forskningsstationer och åtta "faste hydrografiska stationer" längs kusten. De hydrografiska stationerna inrättades på 1930-talet. De mäter temperaturen och salthalten i havsvattnet på mellan en och 300 meters djup omkring varannan vecka. Vid Forskningsstationen Flødevigen görs det dagliga mätningar.
| Station                            | Grundad år | Kommun     | Fylke            | Havsområde             | Ytvattentemperatur °C jan | ...°C jun | ...°C okt |
| ---------------------------------- | ---------- | ---------- | ---------------- | ---------------------- | ------------------------- | --------- | --------- |
| Forskningsstasjon Flødevigen       | 1882       | Norge      | Aust-Agder       | Skagerrak, Tromøya     | 4,9                       | 14,0      | 13,0      |
| Lista hydrografiske stasjon        | 1942       | Farsund    | Vest-Agder       | Nordsjön, Lista        | 4,5                       | 12,7      | 12,7      |
| Indre Utsira hydrografiske stasjon | 1942       | Utsira     | Rogaland         | Sirafjord              | 4,9                       | 11,2      | 11,6      |
| Ytre Utsira hydrografiske stasjon  | 1942       | Utsira     | Rogaland         | Nordsjön               | 5,5                       | 11,2      | 12,1      |
| Forskningsstasjon Austevoll        | 1978       | Austevoll  | Hordaland        | Nordsjön               |                           |           |           |
| Forskningsstasjon Matre            | 1971       | Masfjorden | Hordaland        | Nordsjön               |                           |           |           |
| Sognesjøen hydrografiske stasjon   | 1935       | Gulen      | Sogn og Fjordane | Sognehavet, Ytre Sogn  | 6,4                       | 11,3      | 10,7      |
| Bud hydrografiske stasjon          | 1946       | Fræna      | Møre og Romsdal  | Hustadvika, Romsdal    | 5,6                       | 10,1      | 10,9      |
| Skrova hydrografiske stasjon       | 1935       | Vågan      | Nordland         | Vestfjorden, Lofoten   | 4,4                       | 8,7       | 8,9       |
| Eggum hydrografiske stasjon        | 1935       | Vestvågøy  | Nordland         | Vesterålen, Lofothavet | 5,3                       | 7,5       | 9,0       |
| Ingøy hydrografiske stasjon        | 1936       | Måsøy      | Finnmark         | Barentshavet           | 4,7                       | 6,7       | 7,4       |

## Avdelning i Tromsø
Havforskningsinstituttet avdelning Tromsø grundades 2003 och är i första hand inriktad på skaldjur, havslevande däggdjur och fisk.

## Chefer
- till 1893 Georg Ossian Sars
- 1893–1916 Johan Hjort
- 1916–1943 Oscar Sophus Sund
- 1948–1969 Gunnar Rollefsen
- 1972-1986 Gunnar Sætersdal
- 1986-1992 Odd Nakken
- 1991–2003 Roald Vaage
- 2004–2006 Tore Nepstad
- 2016– Sissel Rogne[2]